# Cantone di Hochfelden
Il Cantone di Hochfelden era una divisione amministrativa dell'arrondissement di Strasburgo-Campagna.
A seguito della riforma approvata con decreto del 18 febbraio 2014, che ha avuto attuazione dopo le elezioni dipartimentali del 2015, è stato soppresso.

## Composizione
Comprendeva i comuni di
- Alteckendorf
- Bossendorf
- Duntzenheim
- Ettendorf
- Friedolsheim
- Geiswiller
- Gingsheim
- Grassendorf
- Hochfelden
- Hohatzenheim
- Hohfrankenheim
- Ingenheim
- Issenhausen
- Lixhausen
- Melsheim
- Minversheim
- Mittelhausen
- Mutzenhouse
- Ringeldorf
- Ringendorf
- Saessolsheim
- Schaffhouse-sur-Zorn
- Scherlenheim
- Schwindratzheim
- Waltenheim-sur-Zorn
- Wickersheim-Wilshausen
- Wilwisheim
- Wingersheim
- Zœbersdorf